# Fernmeldeturm Meschede
Der Fernmeldeturm Meschede ist ein 158 m hoher Fernmeldeturm bei Meschede im Hochsauerlandkreis in Nordrhein-Westfalen. Der Typenturm der Baureihe FMT13 in Stahlbetonbauweise ersetzte einen in unmittelbarer Nähe befindlichen Stahlgitterturm.

## Geographische Lage
Der Turm steht im Naturpark Arnsberger Wald knapp 3 km nördlich des Ortsrandes von Meschede und 1,5 km westsüdwestlich des Gebirgspasses Stimmstamm. Er wurde etwa 200 m nordnordwestlich der dritthöchsten Erhebung (namenlose Kuppe; 557,4 m) des Naturparks auf rund 555 m ü. NN errichtet. Westlich vorbei führt – von der Ortschaft Hirschberg im Norden kommend – die kurvige Landesstraße 856, die etwa 830 m südöstlich des Turms auf die Bundesstraße 55 (Meschede–Warstein) trifft.

## Turmbeschreibung
Der Turm wurde als Typenturm (FMT 13) in Stahlbetonbauweise ausgeführt. Er gehört der Deutschen Funkturm, einer Tochtergesellschaft der Deutschen Telekom. Die Turmplattform befindet sich auf 110 m Bauwerkshöhe.

## Digitaler Hörfunk (DAB)
DAB beziehungsweise der Nachfolgestandard DAB+ wird in vertikaler Polarisation und im Gleichwellenbetrieb mit anderen Sendern ausgestrahlt. Am 24. Juni 2021 erfolgte die Aufschaltung des DAB-Kanal 11D. Über diesen wird derzeit der Multiplex Radio für NRW mit den Programmen des WDR mit einer Leistung von 1 kW ERP übertragen.
| Block                        | Programme (Datendienste) | ERP (kW) | Antennen- diagramm rund (ND), gerichtet (D) | Polarisation horizontal (H)/ vertikal (V) | Gleichwellennetz (SFN) |
| ---------------------------- | --- | -------- | ------------------------------------------- | ----------------------------------------- | --- |
| 11D Radio für NRW (D__00236) | - 1 Live (88 kbps) - 1 Live diggi (88 kbps) - WDR 2 Rhein-Ruhr (RR) (88 kbps) - WDR 2 Ostwestfalen-Lippe (OW) (88 kbps) - WDR 2 Südwestfalen (SW) (88 kbps) - WDR 3 (120 kbps) - WDR 4 Rhein-Ruhr (RR) (88 kbps) - WDR 4 Ostwestfalen-Lippe (OW) (88 kbps) - WDR 4 Südwestfalen (SW) (88 kbps) - WDR 5 (88 kbps) - WDRcosmo (80 kbps) - WDR Maus (80 kbps) - WDR Event (56 kbps) - WDR EPG (8 kbps) - ARD TPEG (16 kbps) | 1        | ND                                          | V                                         | - Region Aachen: Aachen (Stolberg-Donnerberg), Eifel (Dahlem-Bärbelkreuz) - Bergisches Land: Engelskirchen (Hohe Warte), Gummersbach (Kerberg), Remscheid (Hohenhagen), Wuppertal (Auf der Königshöhe) - Rheinland: Bonn (Venusberg), Köln (Kölnturm) - Rhein-Ruhr: Düsseldorf (Rheinturm), Gelsenkirchen-Scholven, Kleve (Bresserberg), Langenberg (Hordtberg), Viersen (Süchtelner Höhen) - Ruhrgebiet: Dortmund (Florianturm) - Münsterland: Ibbenbüren (Blomenkamp), Münster (Nottuln-Baumberge), Oelde (Mackenberg), Schöppingen - Ostwestfalen-Lippe: Bad Oeynhausen (P.Westf.-Wittekindsberg), Bielefeld (Hünenburg), Herford (Eggeberg), Höxter (Holzminden), Stemwede (Arrenkamp), Teutoburger Wald (Bielstein), Warburg, Willebadessen (Eggegebirge) - Südwestfalen: Biedenkopf (Sackpfeife), Ederkopf (Oberste Henn), Hallenberg (Bollerberg), Hochsauerland (Hunau), Lennestadt (Kuhhelle), Meschede, Nordhelle, Olsberg, Siegen (Giersberg) |